# Église Saint-Jean-Baptiste de Virargues
Pour les articles homonymes, voir Église Saint-Jean-Baptiste.
L'église Saint-Jean-Baptiste se situe dans la commune française de Virargues, dans le département du Cantal.

## Histoire
Édifice  des XIIe siècle, XVe siècle et XVIe siècle.
L'église fait l'objet d'une inscription au titre des monuments historiques par arrêté du 15 juillet 1985.

## Description
Clocher-peigne. Présence d'une fresque.